# ハッド刑
ハッド刑（アラビア語: حدود, ラテン文字転写: Ḥudūd、単数形: حد, ラテン文字転写: Ḥadd）とは、イスラーム刑法においてクルアーンに刑罰の内容が明記された（と法学者により解釈されている）刑罰のことをさす。このため固定刑とも呼ばれる。

## 概要
ハッドはアラビア語で「境界、限界」を意味する単語である 。 イスラム教においては、アッラーによって義務付けられたイスラム法(シャリーア)における刑罰のことをさす。これらの罰は近代以前にはあまり適用されることがなく、またそれらをいかに用いるべきかは一部の現代国家における争点となってきた。
伝統的なイスラム法学は神に対する犯罪と人間に対する犯罪を分けて考える。前者は神のハッド(境界)を犯すものと見なされ、コーランの中で定められた刑罰、あるいは一部のケースではハディースから推測された刑罰の対象となる 。ハッド刑の対象となる犯罪としては、ズィナー、 事実に基づかないズィナーの告発 、 飲酒、追い剥ぎ、および何種類かの窃盗がある。イスラム教の棄教、及び合法的なイスラム君主に対する反乱がハッド犯罪にあたるかどうかについては、ウラマー(イスラム法学者)の間でも意見が分かれる。
ハッド刑の量刑は公開むち打ちから石打ちによる死刑、手首の切断、磔にまで及ぶ。ハッド刑は、被害者や政府が減刑したり恩赦を与えたりすることができず、また必ず公衆の面前で執行されなければならない 。
実際にはこれらの刑罰はまれにしか執行されることがなかったが、その理由の一つとしては罪の立証に要求される証拠の基準がしばしば現実的には不可能なレベルで高いことが挙げられる 。例えば、ズィナーや窃盗に対するハッド犯罪の立証は事実上自白なしでは不可能であり、またその自白は撤回して無効化することが可能である。
ハディースに基づいて、ウラマーはほんの少しでも疑いや曖昧さ(shubuhat, sing. shubha)
があればハッド刑は回避されるべきであると規定しており、厳しいハッド刑はそれが執行されることよりもむしろ、神に対する罪の重大さを伝え、それを阻止することを意図しているとされる。
19世紀の間に、イスラム世界のほとんどどこにおいても、シャリーアに基づく刑法はヨーロッパの制度に端を発する人定法に置き換えられた。例外はアラビア半島などの特に保守的な一部の地域のみであった。
20世紀後半のイスラム意識の覚醒は、イスラム主義者たちの間にシャリーアの完全な執行を求める声をもたらした 。ハッド刑の復権は、それがコーランに定められたものであるゆえに、イスラム主義者にとって特に象徴的な重要性を持ち、イスラム主義の主唱者たちはしばしばハッド刑が適用される上での厳しい伝統的制限を軽視してきた。
実際にハッド刑が法典に取り入れられている国であっても、それらはしばしば控えめに用いられ、あるいは全く用いられない事もある。ハッド刑の適用のされ方は地域の政治情勢によってさまざまに変化する。ハッド刑の運用のされ方は、批判と議論の対象であり続けてきた。
ハッド刑は、シャリーアの元での唯一の刑罰の形態というわけではない。シャリーアの中での他の罪、人に対する罪、例えば傷害罪に関しては、イスラム法は同害報復的刑罰 (キサース、qisas) 、または金銭的補償 (ディーヤ、diya)を定める。また他種の犯罪に対しては、刑罰の形態は裁判官の裁量に任されている(タージール、ta'zir)。またハッド刑を回避した犯罪者であっても、タージールによる処罰を受ける可能性がある。
実際には、イスラム史の早い段階から、 刑事事件はしばしば為政者の管轄する法廷や、あるいはシャリーアに緩くしか基づかない手続きを踏む地域の自警団によって取り扱われてきた。

## ハッド刑の対象となる罪とその罰
ハッド刑の対象となる犯罪としては、以下のようなものがある。
- 一部の窃盗(Sariqa)。  手の切断によって罰せられる[18][19]。
- 神に反する戦い(Hirabah)、地上に腐敗を広める行為(Mofsed-e-filarz)。伝統的理解では山賊行為、あるいは追い剥ぎに帰せられ、その他にも表す範囲については、武装強盗、非戦闘員の殺害、旅行者の殺害、暗殺、放火、井戸や水道へ毒を入れる行為、などを含む様々な解釈がある[20]。マーリク学派では強姦を含めることもある[21]。定められた刑は磔刑、あるいは右手と左足の切断、あるいは追放である。犯罪の行われた状況によって異なる罰が規定され、状況をどう解釈するかについてはイスラム法の学派によって意見の相違がある[22][23]。サウジアラビアの現行法においては、単に武装強盗に対して適用される[24][25]。イランにおいては、反政府活動、反逆罪、武装強盗、誘拐、強姦などに適用される。
- 反乱(Baghi[19], Baghat)[26] 。統一された見解はないが、主流となっている伝統的解釈では、コーラン第49章第9節に基づき、カリフ[26]またはイマーム[19]への忠誠を取り消すことはハッド犯罪であるとみなされる[27]。 ただし、忠実な軍勢が彼らと戦って殺す前に、信頼できる交渉者を通じて、反乱者たちに武器を置くことを強く呼びかけなければならないという、法学上の統一見解が存在する[19]。
- 棄教 (Riddah,または Irtidad)  。イスラムを離れて他の宗教に改宗する、あるいは無神論者になることは[28][29]、マーリク学派、シャーフィイー学派、ハンバル学派では、ハッド犯罪の一つであると見なされ、極刑に値するとされる。しかしハナフィー学派およびシーア派などでは、棄教は単にイスラム共同体に対する重い罪であると見なし、男性棄教者に対してのみ死刑を定めている[19]。
- ズィナー (Zina)  。非合法な性的交渉を指し、婚前交渉及び婚外交渉を含む[30][31]。 同性間性行為をズィナーに分類するかについては、学派によって異なる[32] 。ズィナーに対する石打ち刑はコーランの中では言及されていないが、 全ての伝統的イスラム法学派は、ハディースに基づき、違反者がムーサン(成人男性で自由身分かつ、自由身分の女性と結婚しているムスリム)である場合は石打ちで罰せられるべきであるという点で合意している。他のいくつかの状況についても石打ち刑は適用されるが、一部の状況に対してはむち打ちなどのより軽い罰が適用される。 違反者が自由意志によってそれを行った時のみ、罪は成立する[32][33]。
- 事実に基づかないズィナーの告発 (Qadhf)  。80回のむち打ちによって罰せられる[19]。シャーフィイー、ハンバル、ハナフィーの各学派は、ズィナー告発の証拠として、自白、あるいは4人の成人男性の自由身分のムスリムの証言者が挿入の瞬間を目撃しており、その証言が細部に至るまで一致していることを要求する[34]。シーア派では男性1人を女性2人に置き換えることが可能であるが、男性が最低1人必要である。マーリク学派は、強姦または強制の証拠がない限り、未婚女性の妊娠をズィナーの十分な証拠と見なす[35][36] 。  女性が強姦を訴える際に男性の証人を4人集めることを要求するこれらの条件は、強姦の立証を事実上不可能にしているとの指摘がある[37]。
- 飲酒 (Shurb al-Khamr)[18] 。 ハナフィー学派はワイン以外の酒について、酩酊状態になるまで飲むことのみを禁じる 。他の学派はアルコール飲料を全て禁じる。 学派によって異なるが、40-80回のむち打ちによって罰せられる[19]。

イスラム法学派の間には、いかなる状況に対してハッド刑が適切であるとみなすか、罰が実行される前にどのような手続きが必要とされるかについて、いくつかの意見の相違がある。
マルジャア・アッ＝タクリードに従うシーア派の間では一般的に、ハッド刑は資格を持つ法学者によって適切に変更可能であると信じられている。
殺人、傷害および財産損害はイスラム刑法の中ではハッド犯罪ではなく、イスラム刑法の他のカテゴリー(キサース、ディーヤなど)に包摂される。
現代においてハッド刑を施行しているイラン、サウジアラビアなどいくつかの国は、西欧北米から人権侵害として強い抗議を受けている。
ただし、クルアーン第5章第39節を根拠として自首した者への減刑措置なども定められている。現在ではハッド刑の適用に厳格な規則が定められており、適用事例は極めて少数になっている。
イランの現行法においては、窃盗に対してハッド刑が適用されるには、「成人であること」、「判断能力があること」、「強制された行為でないこと」、「故意による犯罪であること」、「1グラム弱の金貨以上の価値をもった物品の窃盗であること」、「困窮状態などのやむにやまれぬ事情が存在しないと判断されること」、「盗まれた物品がきちんと管理された状態であったこと」、「盗まれたものが私有財産であること（公共財でないこと）」、「盗まれた物品が返却されないこと」、「窃盗が証明される前に改悛の情を示さないこと」などの条件を満たしている必要があるとされる。
イラン・イスラム革命後制定されたイスラム刑法では法定刑罰として窃盗犯に対して初犯で4本の指の切断、2回目で左足の指の切断、3回目で終身刑、4回目で死刑が科されるとされると定められているが、実際に執行された事例はきわめて稀で、実際の窃盗犯のほとんどにはタージール刑として5年以下の懲役刑が科されているとされる。
しかし、アフマディーネジャード政権発足以降にはハッド刑の増加がみられ、2007年9月にはマシュハドにおいて4人の窃盗犯に対して斬手刑が執行された。
このような身体刑は西側自由主義国家の非イスラム教徒から見ると残酷なものであるため、ときおり誇張されたフェイクニュースが流れることもある。
2004年には「イランで8歳の少年がパンを盗んだ罪に対する刑としてトラックで腕を轢き潰された」とするチェーンメールが、実際に少年がトラックに腕を轢かれている画像と共に共有され広く出回ったが、実際には「腕をトラックで轢いても無傷である」という手品のパフォーマンスの映像であったことが判明するという事件が起きている。
サウジアラビアでも同様の刑罰が法定刑罰として存続しているが、実際に腕の切断が実施されるのは年に数件であり、ほとんどの窃盗犯にはタージール刑として5年以下の懲役刑が科されている。ただし、厳格なイスラム的な法適用を行うことを自国民にアピールする目的で過激な刑罰を行うと主張されることが多く、欧米メディアで過剰に取り上げられることがある。2008年には海賊版ソフトなどの著作権侵害行為にもハッド刑が適用できるとするファトワーが出されたが、実際に刑罰が執行された事例は無い。
12イマーム派などではハッド刑が行えるのは12イマームが健在だった時代までであり、現在では行うべきでないとする意見が主流となっており、ハッド刑を否定する宗派も多い。
2015年に過激派組織ISILが拘束していたヨルダン空軍のパイロットムアズ・カサースベを焼殺する事件を起こした際、スンニ派の最高権威とされるアズハルは事件をハッド犯罪の1つである「神に反する戦い」であるとし、関与したISIL戦闘員をハッド刑に処するべきであるとする声明を出している。

## 根拠
第5章第38節
盗みをした男も女も、報いとして両手を切断しなさい。これはかれらの行いに対する、アッラーの見せしめのための懲しめである。アッラーは偉力ならびなく英明であられる。
第5章第39節
だが悪事を行った後、罪を悔いてその行いを改める者には、アッラーは哀れみを垂れられる。アッラーは寛容にして慈悲深くあられる。
第24章2節
姦通した女と男は、それぞれ100回鞭打て。もしあなたがたが、アッラーと末日を信じるならば。アッラーの定めに基づき、両人に対し情に負けてはならない。そして一団の信者に、かれらの処刑に立会わせなさい。